# 돼지 껍데기

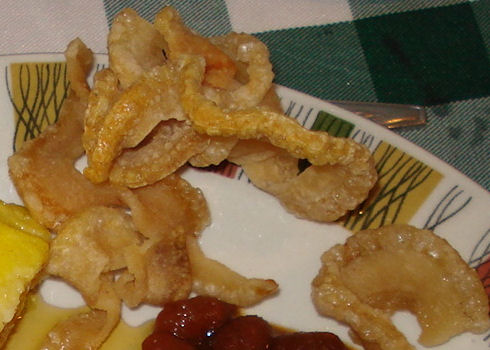
돼지 껍데기

돼지 껍데기는 돼지의 껍질 부분으로, 식용할 땐 깨끗이 씻어 삶아 양념해서 먹는다. 숯불로 구워서 먹기도 한다.
국립국어원에서는 껍데기는 조개 따위의 겉을 싸고 있는 단단한 물질을 뜻하므로, 돼지 껍질로 부르는 것이 적절하다고 밝혔다.
매운 음식으로 유명한 중국 후난성(湖南省) 출신 마오쩌둥은 돼지 껍질을 고추와 함께 볶은 요리를 즐겼다고 한다. 남달리 정력이 뛰어났던 마오쩌둥이 정력보강을 위해서 먹던 보양식이었는데, 돼지껍질 요리는 불면증에도 효과가 좋다고 한다

## 같이 보기
- 닭껍질